# Ichneumon stigmatus
Ichneumon stigmatus là một loài tò vò trong họ Ichneumonidae.